# Les Cinq Hors-la-loi
Pour plus de détails, voir Fiche technique et Distribution.
Les Cinq Hors-la-loi (Firecreek) est un western américain réalisé par Vincent McEveety, sorti en 1968.

## Synopsis
Le village paisible de Firecreek n'est qu'un relai de nuit pour la diligence, avec un petit hôtel et une écurie tenue par Arthur, garçon simplet qui ne connait même pas son nom de famille. Le fermier Johnny Cobb (James Stewart) vient à l'écurie pour livrer du fourrage , mais il est préoccupé par l'accouchement imminent de son épouse, qui risque d'être difficile après une précédente fausse couche. Simultanément, arrivent à Firecreek Bob Larkin (Henry Fonda), blessé par balle au flanc, et ses quatre mercenaires, rescapés de la guerre entre éléveurs et fermiers. Le fer d'un de leurs chevaux doit être refixé, ce qui les oblige à s'arrêter dans le village. Par ennui, le jeune Earl cherche querelle à un de ses compagnons, ce qui dégénère en bagarre violente, que Larkin ne cherche pas à arrêter. Les villageois effarés pressent Cobb d'intervenir avant un affrontement mortel, ce qu'il fait avec hésitation. Arthur précise alors à la bande de Larkin que Cobb est le shérif du village, ce qui les calme un moment.
Mais les tensions reprennent vite, engendrées par cette bande d'hommes qui portent revolver au côté dans un village où personne n'a d'armes, même pas le shérif intérimaire Cobb. Earl trouble l'office qui tient le pasteur itinérant dans le magasin général, faute d'édifice consacré, puis s'excuse après hypocritement pour obliger le pasteur à lui pardonner. Cobb conseille aussi à Larkin de faire panser sa blessure à l'hôtel, et à s'y reposer une nuit. Le reste de la bande passe le temps à l'auberge, buvant, jouant aux cartes et chahutant. Earl s'intéresse particulièrement à la servante indienne Meli (BarBara Luna), mère célibataire d'un enfant blanc. Les villageois exigent que Cobb passe la nuit au village pour garantir un semblant d'ordre, et promettent de le tenir au courant du déroulement de l'accouchement de sa femme.
Le soir, Earl rejoint Meli dans sa cabane et la viole. Alerté par les cris, le palefrenier Arthur intervient, traine Earl dehors et lui dérobe son revolver. Méprisant les menaces d'Arthur, Earl retourne dans la cabane de Meli tandis que Arthur tire par maladresse et le tue d'une balle dans le dos. Cobb accourt, la bande d'Earl veut lyncher Arthur. Pour le protéger en attendant une enquête, Cobb l'enferme dans la prison mais il doit laisser Larkin et sa bande organiser une veillée funèbre de leur cru au milieu du village, et tirer les habitants pour les obliger à y assister. Informé que l'accouchement de sa femme semble difficile, Cobb regagne d'urgence sa ferme. Il revient le lendemain matin, pour constater le drame : Arthur a été pendu à une poutre de l'écurie. Cobb va enfin réagir…

## Fiche technique
- Réalisation : Vincent McEveety
- Scénario : Calvin Clements Sr.
- Musique : Alfred Newman
- Société de production : Warner Brothers
- Pays :  États-Unis
- Format : Couleur (Technicolor) - 2,35:1 - 35 mm - Son mono
- Genre : Western
- Durée : 104 minutes
- Dates de sortie :
  - USA - 24 janvier 1968
  - France - 7 juin 1968
- Affiche : Raymond Elseviers (Belgique)

## Distribution
- James Stewart (VF : René Arrieu) : Johnny Cobb
- Henry Fonda  (VF : Georges Aminel) : Bob Larkin
- Inger Stevens : (VF : Nicole Favart) : Evelyn Pittman
- Gary Lockwood (VF : Serge Sauvion) : Earl
- Jack Elam : Norman
- Dean Jagger  (VF : Lucien Bryonne) : Whittier
- Ed Begley  (VF : Gérard Férat) : Reverend Broyles
- Jay C. Flippen  (VF : Jean-Henri Chambois) : Mr. Pittman
- Jacqueline Scott  (VF : Arlette Thomas ) : Henrietta Cobb
- James Best : Drew
- Morgan Woodward  (VF : Henri Djanik) :  Willard
- John Qualen  (VF : Pierre Leproux ) : Hall
- Louise Latham  (VF : Jacqueline Ferrière) : Dulcie, la sage femme
- Athena Lorde  (VF : Lita Recio) : Bertha Littlejohn
- Brooke Bundy : Leah
- BarBara Luna : Meli
- J. Robert Porter : Arthur
- Almira Sessions (non créditée) : une villageoise